# Venturieffekten

Det statiska trycket uppströms (1) är högre än i förträngningen (2), och vätskehastigheten vid "1 " är lägre än vid "2", eftersom tvärsnittsarean vid "1" är större än vid "2".

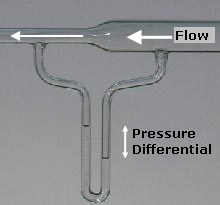
Ett luftflöde genom en venturimätare, som visar kolonnerna sammankopplade i en manometer och delvis fyllda med vatten.

Idealiserat flöde i ett venturirör

Venturieffekten är den minskning av vätsketryck som uppstår när en vätska i rörelse ökar i hastighet när den strömmar från en del av ett rör till en annan del med smalare tvärsnitt. Venturieffekten är uppkallad efter dess upptäckare, den italienska fysikern Giovanni Battista Venturi, och publicerades första gången 1797.
Effekten har olika tillämpningar och kan användas både för att mäta vätskeflödet och för att flytta andra vätskor (t.ex. i en vakuumejektor).

## Teori
I icke-viskös fluiddynamik måste en inkompressibel fluids hastighet öka när den passerar genom en förträngning i enlighet med principen om masskontinuitet, medan dess statiska tryck måste minska i enlighet med principen om bevarande av mekanisk energi (Bernoullis princip) och enligt Eulers ekvationer. Således balanseras varje ökning i kinetisk energi som en fluid uppnår genom sin ökade hastighet genom en förträngning av ett motsvarande tryckfall på grund av dess minskning av potentiell energi.
Genom att mäta tryckskillnaden kan flödeshastigheten bestämmas. Detta nyttjas i olika flödesmätningsanordningar som venturimetrar, venturimunstycken och strypplattor.
Med användning av Bernoullis ekvation i det speciella fallet med stadiga, inkompressibla, icke-viskösa flöden (såsom flödet av vatten eller annan vätska, eller flödet av gas vid låg hastighet) längs en strömlinje, ges det teoretiska statiska tryckfallet vid förträngningen av
{\displaystyle p_{1}-p_{2}={\frac {\rho }{2}}(v_{2}^{2}-v_{1}^{2}),}
där {\displaystyle \rho } är vätskans densitet, {\displaystyle v_{1}} är den (långsammare) vätskehastigheten där röret är bredare, och {\displaystyle v_{2}} är den (snabbare) vätskehastigheten där röret är smalare.